# Justiniškės

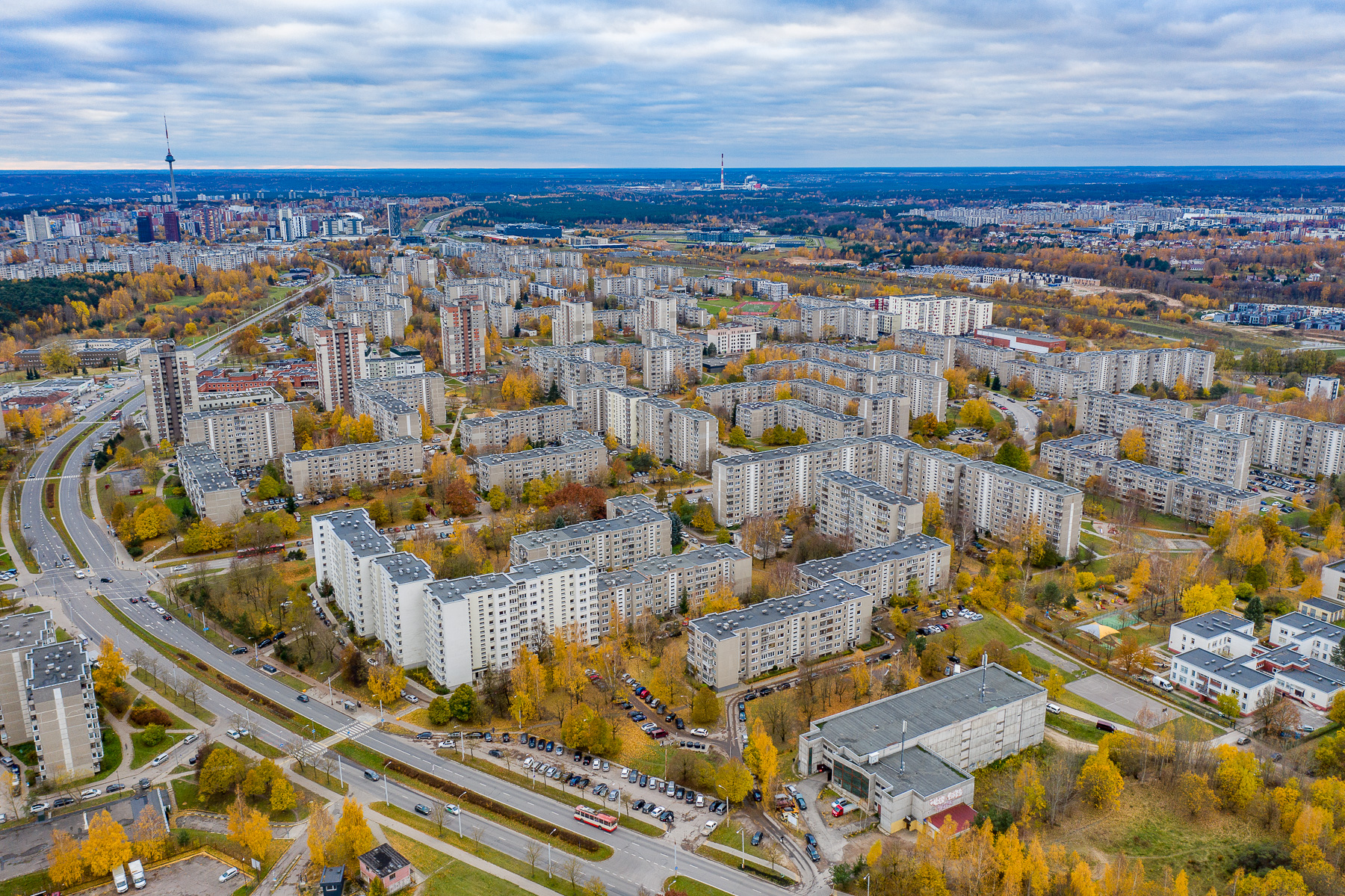
Luftsicht

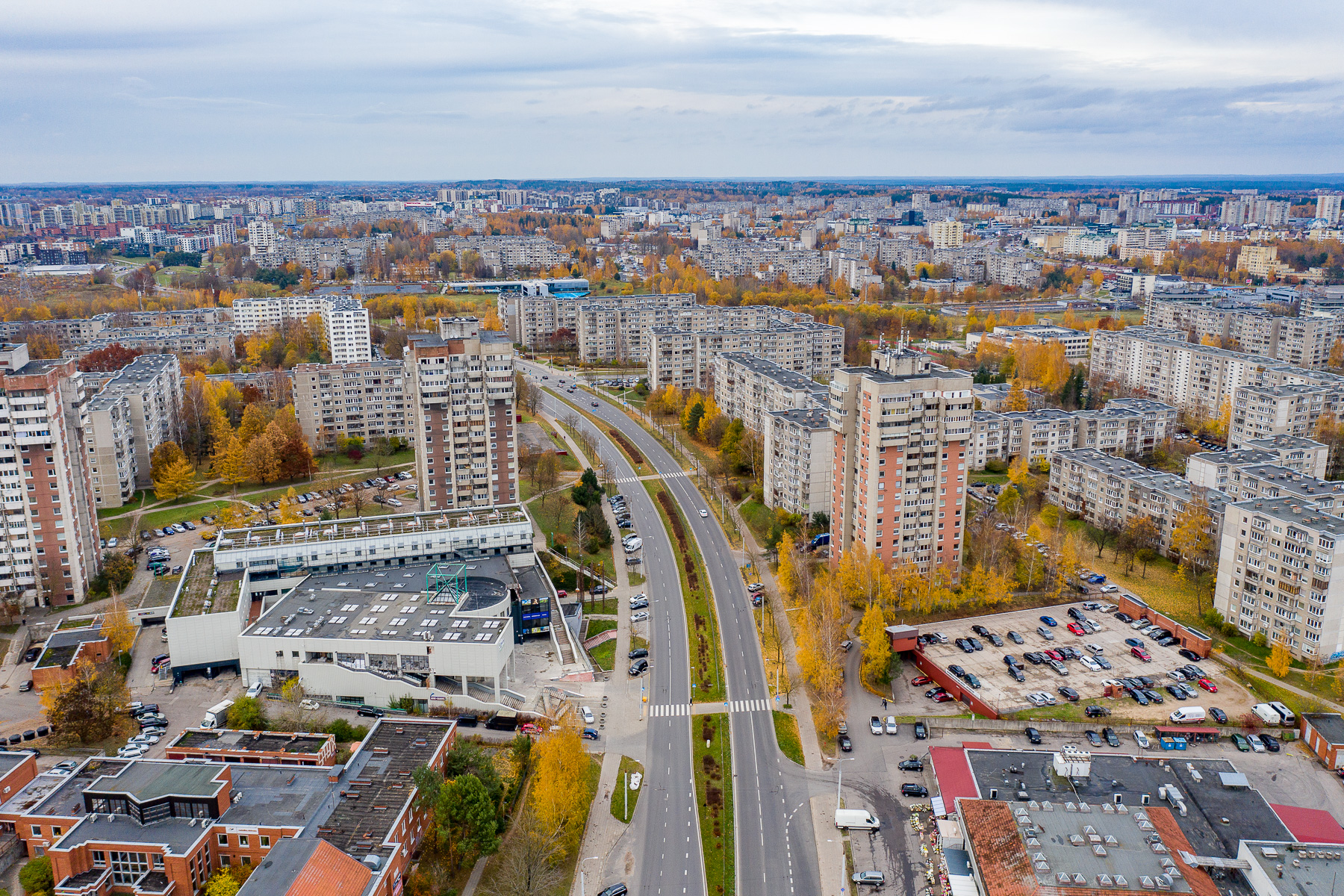
Luftsicht

Justiniškės (polnisch Justyniszki) ist ein Stadtteil der litauischen Hauptstadt Vilnius, der nordwestlich des Stadtzentrums liegt. Im 19. Jahrhundert war der Stadtteil ein Gut und später ein Dorf. Nun hat es  viele Wohngebiete. Es handelt sich hauptsächlich um eine „Schlafstadt“. Der Name stammt vom weiblichen Vornamen Justine.

## Lage
Justiniškės grenzt im Norden an Pašilaičiai, im Osten an Šeškinė, im Süden an Viršuliškės und ist im Westen durch eine Ringstraße von Dörfern Zujūnai und Buivydiškės der Rajongemeinde Vilnius getrennt.  Am westlichen Rand von Justiniškės gibt es zwei Teiche, am nordwestlichen Rand befindet sich der Friedhof von Justiniškės.

## Bau und Einrichtungen
Justiniškės verfügt über 300 Wohnhäuser. Es überwiegen Mehrfamilienhäuser mit 3–9 Stockwerken. Es gibt zwei Gymnasien, vier Grundschulen, 8 Kindergärten (Kinderkrippen), zwei Bibliotheken (davon eine Filiale der Zentralbibliothek der Stadtgemeinde Vilnius), einen Kinder- und Jugendclub und einen Jugendclub der Polizeistation.

## TALINO
Seit 2021 wird das Projekt  mit einigen Mehrfamilienhäusern in vier Phasen entwickelt. Es umfasst insgesamt 447 Wohnungen mit einer Größe von 25 bis 80 m². 2022 übertrug der Immobilienentwickler REWO einen Teil des Immobilienprojekts TALINO  an die estnische Investmentgesellschaft EfTEN Capital.
Die Bauarbeiten der ersten Phase (unter Talino g. 9) wurden im dritten Quartal 2024 fertiggestellt. Die zweite Phase (unter Rygos g. 58) mit 103 Wohnungen (mit der Fläche von 22 bis 81 m²) begann im dritten Quartal 2023 und endet 2025. Die dritte Phase (Rygos g. 56) mit 80 Wohnungen beginnt 2025 und endet 2026. Danach folgt die letzte Phase mit 101 Wohnungen (mit der Fläche von 25 bis 80 m²). Die Häuser werden vom litauischen Unternehmen UAB „Teratus“ gebaut.

## Geschichte

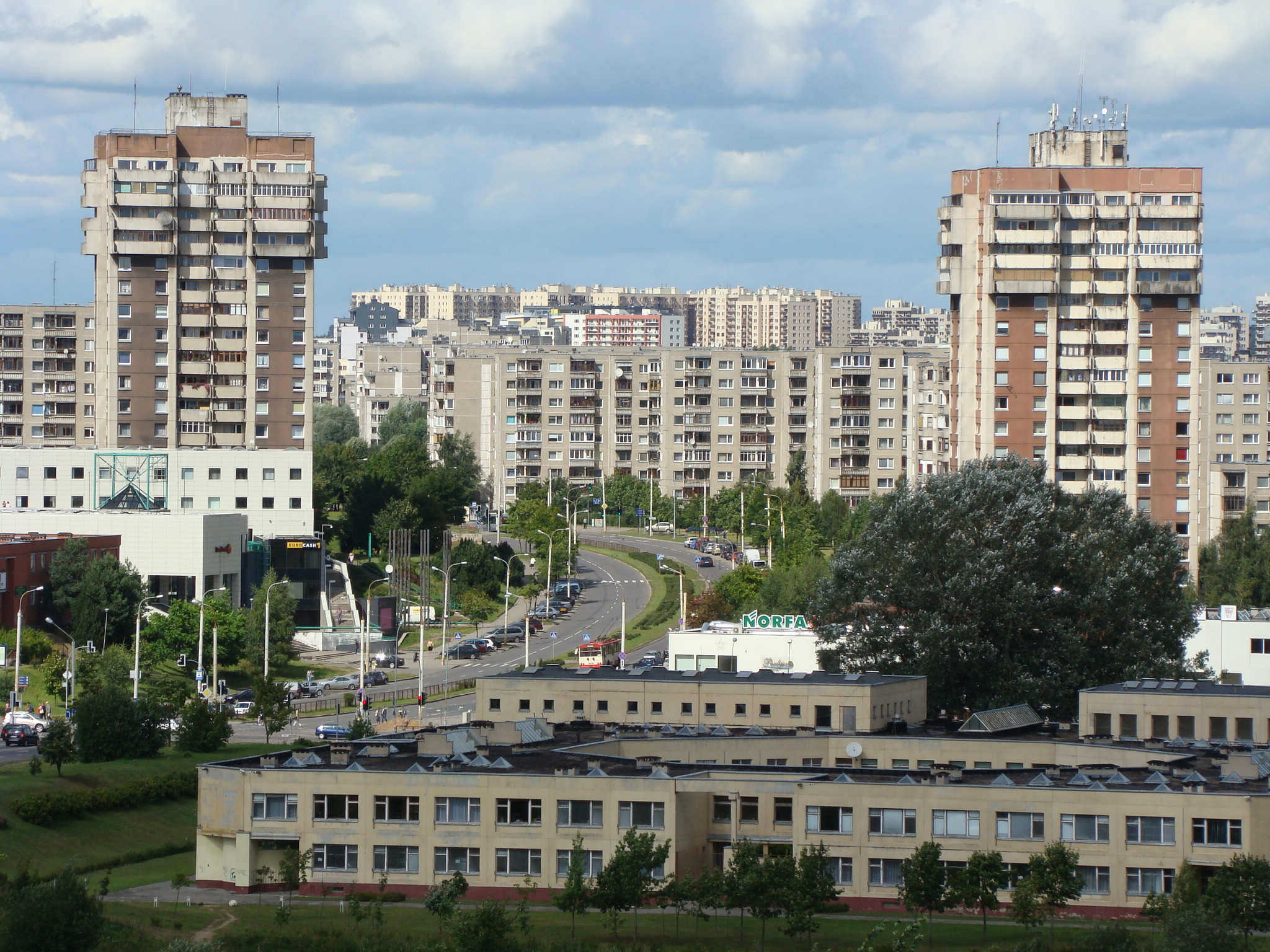
Sowjetischer Hochbau

Im Jahr 1866 lebten 12 Personen (10 Katholiken, 2 Orthodoxe) auf dem Vorwerk (Gutshof) von Justinowka. Im Jahr 1931 hatte das Gut 45 Einwohner.
In den 1980er Jahren wurden die Dörfer Justiniškės und Lūžiai in die litauische Hauptstadt eingegliedert.
Mit dem Bau des Wohngebiets wurde 1982 begonnen. Die Planer waren Vytautas Balčiūnas und die Architekten Mindaugas Adomaitis und Stasys Čereškevičius. Der leitende Architekt des Projekts war Algirdas Juozas Bražinskas.

## Schulen

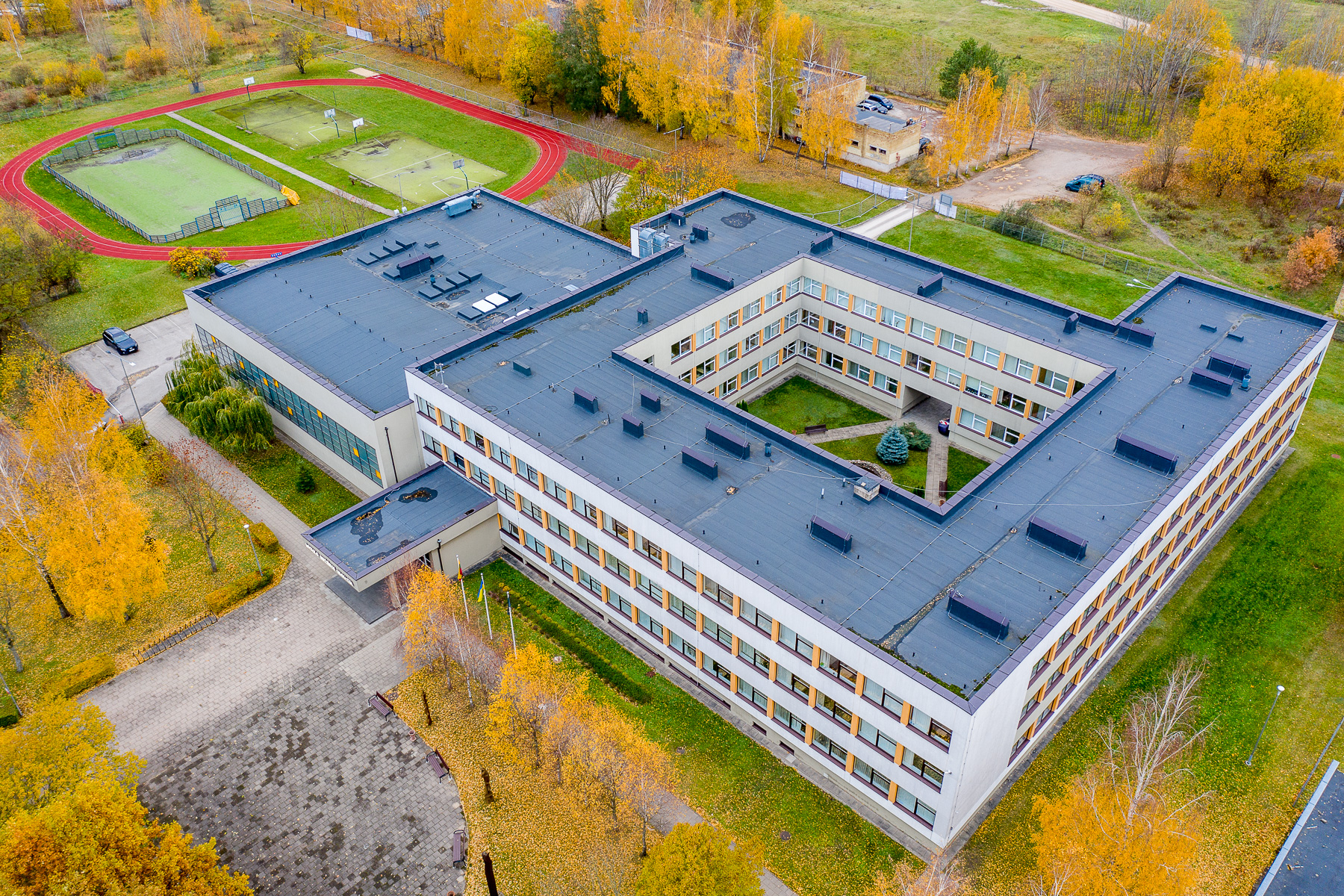
Gymnasium

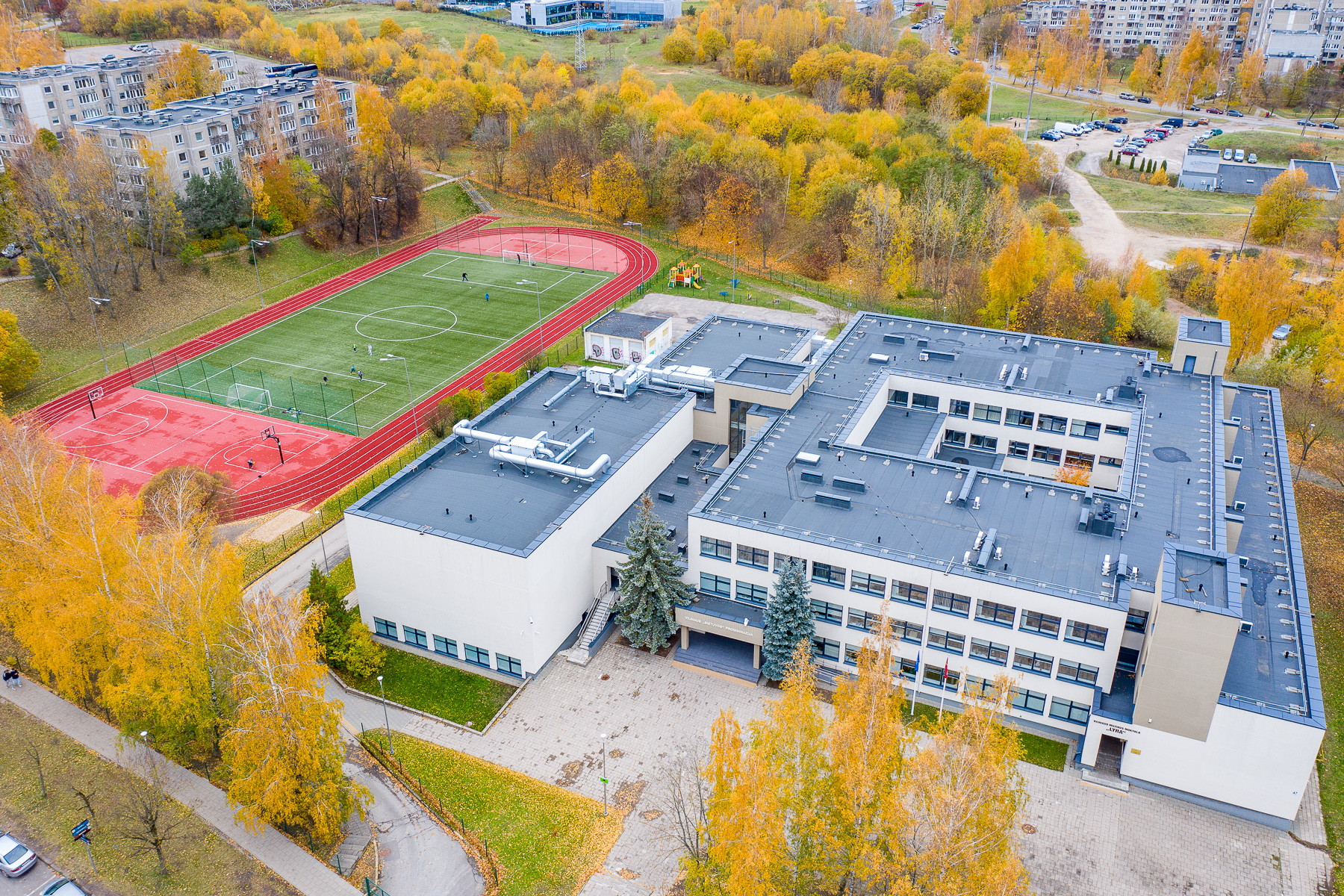
Sietuvos-Progymnasium

Es gibt 8 Schulen (zwei Gymnasien und zwei Progymnasien sowie vier Grundschulen):
- Mykolas-Biržiška-Gymnasium, Taikos g. 81
- Privates Saulės-Gymnasium, Justiniškių g. 84
- Taikos-Progymnasium, Taikos g. 157
- Sietuvos-Progymnasium, Taikos g. 47
- Pelėdos-Grundschule, Taikos g. 97
- Vyturio-Grundschule, Taikos g. 189
- Kindergarten-Schule „Vilija“, Taikos g. 15
- Kindergarten-Schule „Berželis“, Taikos g. 187.

## Kindergärten
Es gibt 8 Kindergärten, die auch als Kinderkrippen arbeiten; zwei sind auch als Grundschulen tätig:
- Kindergarten-Schule „Berželis“, Taikos g. 187
- Kindergarten-Schule „Vilija“, Taikos g. 15
- Vilniaus lopšelis-darželis „Justinukas“, Taikos g. 99
- Vilniaus lopšelis-darželis „Nykštukas“, Taikos g. 190
- Vilniaus lopšelis-darželis „Pasakaitė“, Taikos g. 30
- Vilniaus lopšelis-darželis „Pelenė“, Justiniškių g. 84
- Vilniaus lopšelis-darželis „Saulėgrąža“, Taikos g. 31
- Vilniaus lopšelis-darželis „Žilvinėlis“, Taikos g. 130